# ファーティマ朝のエジプト侵攻 (914年-915年)
914年から915年にかけて起こったファーティマ朝のエジプト侵攻（ファーティマちょうのエジプトしんこう）は、909年に北アフリカのイフリーキヤにおいて成立したファーティマ朝がエジプトの征服を目標として起こした最初の軍事侵攻である。
イスラーム教シーア派の一派であるイスマーイール派によって建国されたファーティマ朝は、建国当初からスンニ派のアッバース朝の打倒とイスラーム世界の統一を掲げて東方への進出を目指していた。ベルベル人のクターマ族出身の将軍であるフバーサ・ブン・ユースフに率いられた遠征軍は、イフリーキヤとエジプトの間に位置するリビア沿岸の諸都市を制圧しながらアッバース朝が支配するエジプトに向けて進軍した。そしてエジプトでアレクサンドリアを占領した後にファーティマ朝のカリフの後継者に指名されていたアル＝カーイム・ビ＝アムル・アッラーフに率いられた別の部隊もエジプトに到着した。
カーイムはエジプトの首府であるフスタートの攻略を試みたが、ナイル川の渡河に失敗し、アッバース朝軍に撃退された。その後はファイユーム・オアシスに移動して体制を立て直そうとしたものの、最終的にギーザで起こった戦闘で大敗を喫したことでアレクサンドリアへの撤退を余儀なくされた。結局、フバーサの逃亡に危機感を抱いたカーイムが915年5月にアレクサンドリアからも撤退してイフリーキアへ逃れたことで、遠征は失敗に終わった。ファーティマ朝はこの失敗の4年後にも再度エジプトの攻略に乗り出したものの、この二度目の遠征も失敗に終わった。最終的にファーティマ朝がエジプトの征服に成功してエジプトを支配下に収めたのは969年のことである。

## 背景
ファーティマ朝はベルベル人のクターマ族から支援を得て909年にアグラブ朝の支配を打倒し、イフリーキヤに政権を樹立した。アッバース朝の西端における地方政権として留まることに甘んじていたアグラブ朝とは対照的に、ファーティマ朝はイスラーム世界の統一を主張した。イスラーム教シーア派の一派であるイスマーイール派の指導者であり、イスラームの開祖ムハンマドの娘でアリー・ブン・アビー・ターリブの妻であるファーティマの子孫を主張していたファーティマ朝の支配者たちは、スンニ派のアッバース朝を簒奪者とみなし、アッバース朝の支配を打倒してその地位を奪うことを目標としていた。初代のファーティマ朝の支配者となったウバイドゥッラーは、910年の初頭にアブドゥッラー・アル＝マフディー・ビッラーフ（以下では単にマフディーと記す）と名乗り、自らをイマームでありカリフであると宣言した。
このような王朝の理念に従い、ファーティマ朝はイフリーキヤにおける支配の確立に続く次の目標を、古くからのイスラーム世界の中心地であり敵対勢力のアッバース朝の本拠地であるイラクへ続く途上に位置するシリアとエジプトに定めた。そしてそのエジプトへイフリーキヤから直接向かう道は現代のリビアを経由していた。リビアは西のタラーブルス（トリポリ）と東のキレナイカの海岸沿いに位置する僅かな都市を除けばベルベル人の部族が支配する土地であった。リビアのベルベル人の部族は西から順にナフーサ族、ハッワーラ族、マザータ族、そしてラワータ族が居住していた。これらの部族は数世紀の間にイスラーム化が進行していたものの、ナフーサ族がハワーリジュ派を信仰していた一方で、マザータ族のイスラーム化は形式的なものに留まるなど、その進行は不完全なものだった。キレナイカとその東部地域にのみ9世紀に移住してきた真のアラブ人であるベドウィンが存在していた。
ファーティマ朝は911年にリビアのベルベル人の部族地域に入り、クターマ族の指導者たちが東部のラワータ族の領地に至るまでの地域を襲撃した。アグラブ朝の崩壊後にファーティマ朝に服従していたタラーブルス周辺の地域では、クターマ族で構成されたファーティマ朝の兵士たちが高圧的に振る舞い、重い税金を要求したことから、ハッワーラ族の不満が急速に高まっていった。910年から911年にかけて起こった最初の蜂起と都市への包囲攻撃に続いて912年の夏には全面的な反乱が起こり、都市を暴力が襲った。ファーティマ朝の総督は逃亡し、市内にいたすべてのクターマ族は虐殺された。ファーティマ朝のカリフの後継者に指名されていたアル＝カーイム・ビ＝アムル・アッラーフは、陸軍と海軍の混成による遠征軍を率いてハッワーラ族に対抗した。そして913年6月にタラーブルスが降伏すると、カーイムはファーティマ朝のさらなる東方への拡大を準備させるためにクターマ族の主将の一人であるフバーサ・ブン・ユースフを都市に残した。
その一方でファーティマ朝のカリフのマフディーもイブン・ハウシャブとアリー・ブン・アル＝ファドル・アル＝ジャイシャーニーによる指揮の下で過去数年の間に進められていたファーティマ朝支持のプロパガンダの成果によってイエメンの大部分を支配下に置くことに成功していたため、エジプトに対して二方面から挟撃することへの期待を高めていた。しかし、911年の末にジャイシャーニーはマフディーを詐称者であるとして非難し始め、ファーティマ朝の統治者に忠実であり続けたかつての同志であるイブン・ハウシャブを攻撃した。両者は数年後に死亡したが、この対立はイエメンにおけるファーティマ朝の立場を弱め、親アッバース朝のユーフィル朝による多くの失地回復を許すことになり、南東からエジプトへ同時攻撃することへの望みを絶たれることになった。

## エジプトへの侵攻

### キレナイカの征服
エジプトに対する遠征はフバーサ・ブン・ユースフの率いる軍隊がタラーブルスを出発した914年1月24日に始まった。ファーティマ朝の軍隊は海岸沿いの道を進んだ。スルトとアジュダービヤーのアッバース朝の守備隊は戦わずしてこれらの町を放棄し、フバーサは2月6日にキレナイカの首府でエジプトへの玄関口にあたるバルカに入った。キレナイカの征服はファーティマ朝の国庫に入る歳入の見通しを広げるものだった。征服前のこの地域では地租（ハラージュ）から年間24,000ディナール、キリスト教徒のズィンミーが納める人頭税（ジズヤ）から年間15,000ディナールの歳入があり、さらに救貧税（ザカート）と十分の一税（ウシュル）による歳入がアッバース朝にもたらされていた。
15世紀のイスマーイール派の歴史家であるイドリース・イマードゥッディーンによれば、バルカの人々は戦うことなく避難した。一方でスンニ派の史料はファーティマ朝軍が住民に対して残虐行為を働き、地元の商人たちから資金を強奪したと説明している。フバーサは地元の鳩を扱う商人がアッバース朝のために見張り用の鳩を使用していると疑い、商人たちにこれらの鳥を焼いて食べるように強制した。また、地元のアラブ人の民兵組織（ジュンド）の構成員にファーティマ朝の軍隊へ加わるように迫り、町の人々に多額の財政的負担を課した。さらに、9年前にカリフとなる前のマフディーがイフリーキヤへ向かっていた道中でマフディーに対し待ち伏せして強盗に及んだマザータ族の二人の首領を処刑し、その息子たちも殺害した。首領の家族の女性たちは奴隷として売られ、財産も没収された。
ファーティマ朝の軍隊がバルカに到着したという知らせはエジプトのアッバース朝の現地政府による軍隊の派遣を招くことになった。フバーサの軍隊はイフリーキヤで補充された新しい部隊によって強化され、続いて3月14日にバルカの郊外で起こった戦闘でアッバース朝軍を破った。

### アレクサンドリアの占領

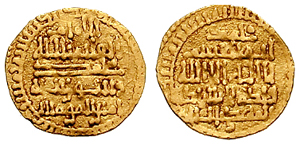
934年から946年にかけてファーティマ朝のカリフであったアル＝カーイム・ビ＝アムル・アッラーフのディナール金貨。カーイムは父親の後継者として初期のファーティマ朝による二度のエジプトへの侵攻を指揮した。

この成功に希望を得たカリフのマフディーは、遠征の指揮を執らせるために息子で後継者のカーイムをフバーサとは別の軍隊とともに東方へ派遣した。カーイムは多数のクターマ族とイフリーキヤのアラブ人部隊からなる軍隊を率いて7月11日にラッカーダのマフディーの居所から出発した。カーイムの軍隊は8月1日にタラーブルスに到着し、そこでカーイムはフバーサにエジプトへの正式な侵攻を始める前に自分の到着を待つように伝える手紙を送った。しかしながら、野心を抱いていたフバーサはこの命令を無視し、軍隊を率いてエジプトに向かった。そしてアル＝ハンニーヤ（現代のエル＝アラメイン付近）でアッバース朝軍を破り、914年8月27日にアレクサンドリアに入った。クターマ族の軍隊はナイル川に沿って南方を奇襲し、エジプトの首府であるフスタートの対岸に位置するギーザまで到達すると、その地を徹底的に破壊した。フバーサはアッバース朝のエジプト総督であるタキーン・アル＝ハザリーに手紙を送り、降伏と引き換えに安全保障（アマーン）を与えると持ち掛けたが、タキーンはこれを拒否した。一方のカーイムは914年11月6日にアレクサンドリアに到着し、そこでファーティマ朝のアザーン（礼拝の呼び掛け）とクターマ族による統治、そしてイスマーイール派のカーディー（裁判官）の就任を強要した。
これらの出来事が起こっている一方で、アッバース朝の首都であるバグダードではアレクサンドリアへのファーティマ朝軍の到来がパニックを引き起こしていた。それまでアッバース朝政府はイフリーキヤでの出来事やマフディーの主張にほとんど関心を払っていなかったが、直ちにマフディーの出自と目的について緊急の調査が行われた。タキーンは即座に援軍を要請し、シリアの各地から軍隊が動員された。そして914年9月に最初のシリア軍の部隊がフスタートに到着した。10月にはアッバース朝のカリフのムクタディル（在位：908年 - 932年）がムウニス・アル＝ハーディムを軍の総司令官に任命し、エジプトへ向かうように命じた。また、遠征を支援し、遠征軍の派遣に伴うエジプトの民衆の財政負担を減らすため、国庫から2,000,000ディルハムの銀貨が支出された。

### フスタートへの進軍とギーザでの最初の戦い
12月初旬にナイル川の氾濫が収まり、川沿いに軍隊を進軍させることが可能になると、ファーティマ朝軍はフスタートに向けて二つの隊列に分かれて出発した。軍隊はフバーサの部隊が先行し、カーイムの部隊がその後方を進軍した。フスタートはナイル川の東岸に位置し、ローダ島とギーザに架かる舟橋が唯一の渡河の手段であったため、タキーンは守備隊とフスタートの住民を動員してギーザに要塞化された陣地を築いた。
12月13日にフスタートで最初の招集命令が下され、武器を持てる者は誰彼構わず舟橋へ駆けつけたものの、攻撃は起こらなかった。これは翌日にも繰り返されたが、さらに次の日になって初めてファーティマ朝軍が攻撃を仕掛けてきた。その後の戦闘ではタキーン配下のテュルク人弓騎兵がクターマ族の槍騎兵に大きな打撃を与えたことでアッバース朝軍が最終的に勝利した。エジプトの軍隊はクターマ族の軍隊を夜を徹して追跡したが、クターマ族の部隊が経験の浅い追跡中の部隊へ待ち伏せ攻撃を加えたことでファーティマ朝軍は完全な敗走からは免れることができた。アッバース朝側は警戒体制を保ち、翌日も誤った招集命令が発せられたが、その後の数日間は数度の小競り合いが起きたのみであった。ファーティマ朝軍の失敗にもかかわらず、エジプト人の一部（コプト教徒とイスラーム教徒の双方を含む）がカーイムと連絡を取り、ファーティマ朝側へ同調者の出る可能性が継続的に存在していることをカーイムへ伝えた。歴史家のハインツ・ハルムによれば、恐らくフスタートにはファーティマ朝の宣教師（ダーイー）が既に存在していた。

### ファイユームの占領とギーザにおける敗北

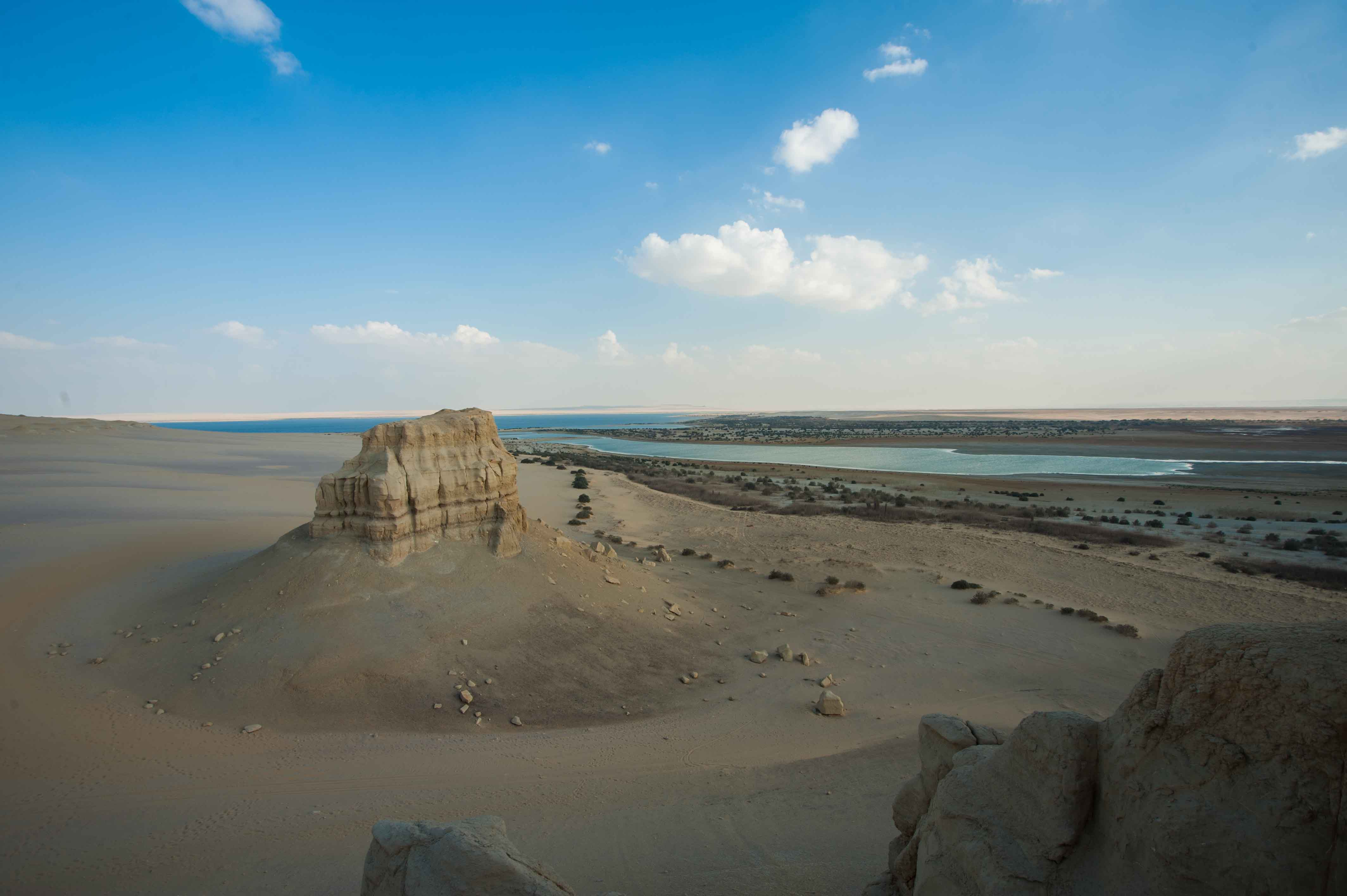
ファイユーム・オアシス（2013年）

結局、フスタートへ渡河することができなかったカーイムは軍隊の大部分を率いてタキーンの防衛地域を迂回し、食糧を確保することができる肥沃なファイユーム・オアシスへ移動した。当初クターマ族はこの地域を略奪して回ったが、カーイムは秩序を回復し、住民に規則に従った徴税を課した。
しかしこの時、後方に残ってギーザのファーティマ朝軍の大部分を指揮していたフバーサがカーイムに指揮の交代を命じられたことで両者の関係が悪化した。そして915年1月8日にギーザで起こった大規模な戦闘でファーティマ朝軍は決定的な敗北を喫した。ファーティマ朝側の複数の史料では、この敗北はカーイムから踏みとどまるように督戦されていたにもかかわらず、戦場から逃亡したフバーサに責任があるとしている点で全ての説明が一致している。また、親ファーティマ朝の立場によるいくつかの説明では、カーイムが三回にわたる攻撃を仕掛け、敵軍に多くの死傷者を出したとしているが、このような潤色もこの戦いが大惨事であったという事実を隠すには至っていない。軍隊が崩壊したことでカーイムは撤退し、1月23日にアレクサンドリアに入った。

### アレクサンドリアからの撤退とキレナイカの反乱
この失敗にもかかわらず、父親に宛てた手紙や依然として続いていたアレクサンドリアにおける説教（フトバ）において、カーイムはまだ自分の最終的な成功への自信を失っていなかったように見える。アレクサンドリアでは金曜礼拝で数多くの説教を行い、イスマーイール派とファーティマ朝の大義を広めた。また、しばらくの間カーイムの安全保障を求めるエジプト人の離反者たちとの交渉に携わった。カーイム自身はこのような離反者による提案の誠意に完全には納得していなかったようであるが、この交渉はフスタートの降伏への見通しを高めた。しかし、915年4月にアッバース朝軍の総司令官のムウニス・アル＝ハーディムがフスタートに到着したことで、交渉の成立も不可能となった。ムウニスはタキーンを解任し、ズカー・アッ＝ルーミーを後任に据えた。
この出来事の直後にフバーサが自分に最も近い立場にあった30人の部下を引き連れてカーイムの下から脱走し、イフリーキヤへ向かった。この状況に危機感を抱いたカーイムは兵器と装備の多くを残して戦うことなく急遽アレクサンドリアから撤退した。ズカーはアレクサンドリアを占領し、息子のムザッファルが率いる強力な守備隊を都市に残した。そしてカーイムと通じていたと疑われる者たちへの処罰を下すためにフスタートに戻った。カーイムは915年5月28日にラッカーダに帰還した。しかし、後方のキレナイカで反乱が起こり、ファーティマ朝の支配が打倒された。バルカではクターマ族の守備隊が全員殺害された。反乱は18か月に及んだバルカに対する包囲戦の末に917年に鎮圧された。

## ファーティマ朝の侵攻に関する分析
この侵攻は双方の勢力にとって多くの血の代償を払うことになった。ファーティマ朝軍は最初の軍事衝突の時だけで7,000人の死者と7,000人の捕虜を出し、二度目の軍事衝突ではフバーサの部隊に10,000人の死者が出たと言われている。一方で徴兵されたエジプト人の住民の死者は10,000人から20,000人に及び、イドリース・イマードゥッディーンはエジプト人の総死者数を50,000人に達したと述べている。
また、双方の陣営とも規律と兵卒たちの結束力の欠如に悩まされた。フバーサはカーイムに意見を求めることなく行動を繰り返し、何度か民間人に対する残虐行為に及んだ。さらに自身の戦場放棄が遠征の失敗を決定づけることになり、イフリーキヤへ戻った後にフバーサは処刑された。ファーティマ朝軍のいくつかの部隊も逃亡し、カーイムはファイユームで略奪を働いた兵士へ規律を課すのに大きな苦労を強いられた。アッバース朝側も逃亡や指揮官同士の争いを経験し、さらには多くのエジプト人がファーティマ朝の侵略者と進んで折り合いをつけようとしたため、アッバース朝の現地政府がカーイムと連絡を取っていた者たちに対して残忍な報復を行う結果となった。

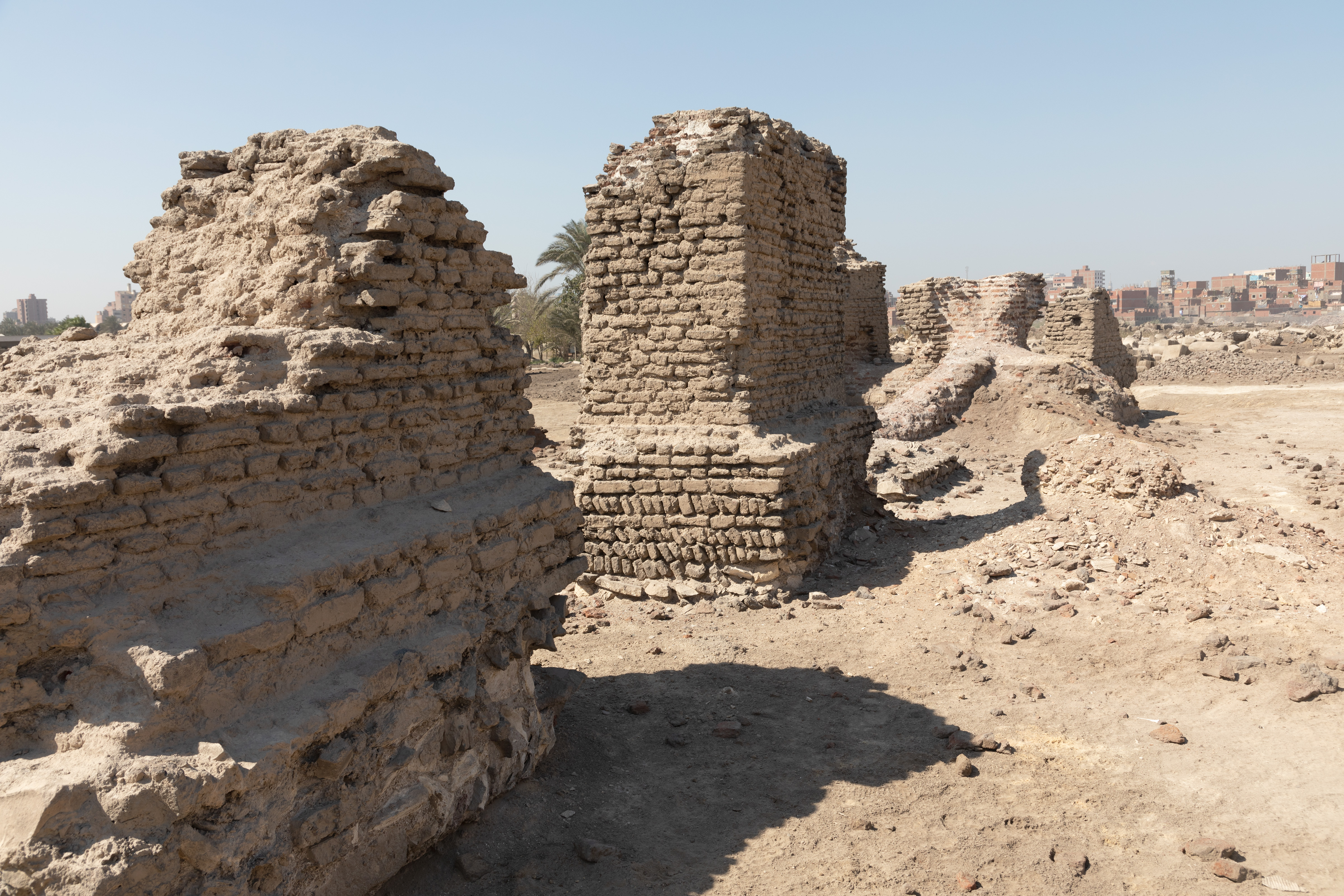
フスタートの遺構（2017年）

しかし、戦略的にはフスタートを攻略できなかったことがファーティマ朝側の失敗を決定づけた。歴史家のヤーコフ・レフが指摘するように、エジプトの主要な行政と都市の中心であったフスタートは、「エジプト征服への鍵」であった。10世紀に実行されたいくつかのエジプトに対する侵略のうち、フスタートを占領した者だけが、たとえまだ国の大部分を制圧していなかったとしても成功を収めることになった。
ファーティマ朝軍の遠征は当時でも危険であると見做されていた。また、ファーティマ朝によるイフリーキヤの支配はまだ確実な状態であるとは言えず、絶えず反乱に悩まされていた。例として913年にシチリア島の総督による反乱が起こり、ファーティマ朝の海軍が破壊されていた。10世紀にファーティマ朝の教宣活動を担っていたアル＝カーディー・アル＝ヌウマーンは、カーイムは遠征へ乗り出すことに気乗りせず、遠征を延期させようと父親と口論さえしたと記録している。歴史家のマイケル・ブレットによれば、ファーティマ朝の侵攻の失敗は、「遠征軍が意図せずして内陸部の深くまで踏み入り、エジプトの首府からナイル川で隔てられた河岸の砂漠において背後で帝国（アッバース朝）の軍隊を呼び寄せることが可能であった守備隊に直面した」ことが主な原因であった。ヤーコフ・レフは、969年に最終的なエジプトの征服を達成する前の数年間にファーティマ朝がエジプトにおける潜入工作や入念な軍事的準備を行っていたことと比較すると、最初のファーティマ朝の侵略が不安定なものであったことはより明らかであると指摘している。
19世紀のオランダの東洋学者のミヒール・ヤン・ド・フーイエは、イブン・ハルドゥーンの歴史書の一節に基づき、ファーティマ朝を生み出した運動（イスマーイール派）の分派であるバフライン（アラビア半島東部）のカルマト派について研究した。その中でフーイエは、両者の間に秘密裏の同盟が存在し、アッバース朝に対してカルマト派がイラクの大都市圏に近い拠点から攻撃を加え、一方でファーティマ朝が西方から攻撃を加えるという連携攻撃の計画が存在したとする見解を示している。実際にカルマト派は913年にバスラを包囲して襲撃したが、その戦力は弱体であり、最初のファーティマ朝によるエジプト侵攻や数年後に行われた二度目の侵攻の時期には活動していなかった事実があることから、連携攻撃が存在したとする見解は実際の出来事とは矛盾している。さらに、ファーティマ朝とカルマト派の分裂の起源に関する現代の研究では、両者の間の教義の相違と敵意、そしてカルマト派の根本的な反ファーティマ朝の傾向が明らかにされている。

## 戦争後の経過
この遠征の失敗はファーティマ朝の統治体制の基盤を大きく揺るがし、イマーム（宗教指導者）たるカリフが担う神から授けられた使命に対する信仰に動揺を与えた。その結果として、今や罪人として追われる身となったフバーサの出身部族であるマルーサ族（クターマ族を構成する氏族の一つ）の不満を呼び起こすことになった。最終的にフバーサは捕らえられて投獄されたが、この出来事はそれまで仕えていたマフディーの政権を守る上で重要な役割を担い、遠征から近い時期にイフリーキヤ西部に存在するクターマ族の領地一帯に対する監督を委ねられていたフバーサの兄弟のガズウィーヤによる反乱を招いた。しかしながら、反乱はすぐに鎮圧され、ガズウィーヤとフバーサは処刑された。両者の首がマフディーの前に差し出された時、マフディーは「かつてこれらの首は東西を囲んでいたが、今はこの籠の中に収まっている！」と叫んだといわれている。
ファーティマ朝はこの失敗にもかかわらず、919年に二度目の侵攻に乗り出したものの、この侵攻も失敗に終わった。そして935年にエジプトの軍閥間の内紛に短期間介入した以外は、969年まで本格的な侵攻が実行に移されることはなかった。この頃までにアッバース朝は官僚、宮廷、軍部間の対立による絶え間ない権力争いで弱体化し、野心を持つ地方の統治者によって遠隔地を奪われ、カリフはブワイフ朝の無力な傀儡と化したことで政治的な実体を失っていた。その一方でファーティマ朝は国力を増してはるかに多くの富を抱えるようになり、同時に規律のある大規模な軍隊を保有するようになっていた。そして969年の侵攻でファーティマ朝はほとんど抵抗を受けることなくエジプトの征服に成功した。